# Cornelia Hütter
Cornelia Hütter (ur. 29 października 1992 w Grazu) – austriacka narciarka alpejska specjalizująca się w konkurencjach szybkościowych, brązowa medalistka mistrzostw świata i dwukrotna medalistka mistrzostw świata juniorów.

## Kariera
Na arenie międzynarodowej Cornelia Hütter po raz pierwszy pojawiła się 6 grudnia 2007 roku w Gosau, gdzie w zawodach FIS Race w gigancie zajęła 60. miejsce. W 2011 roku wystartowała na mistrzostwach świata juniorów w Crans-Montana, zdobywając brązowe medale w supergigancie i zjeździe. W pierwszej z tych konkurencji wyprzedziły ją jedynie Włoszka Elena Curtoni i Jasmin Rothmund ze Szwajcarii, natomiast w drugiej uległa Lotte Smiseth Sejersted z Norwegii oraz Szwajcarka Wendy Holdener.
W zawodach Pucharu Świata zadebiutowała 2 grudnia 2011 roku w Lake Louise, gdzie zajęła 43. miejsce w zjeździe. Pierwsze pucharowe punkty wywalczyła 12 stycznia 2013 roku w St. Anton, zajmując dziesiąte miejsce w tej samej konkurencji. Na podium zawodów pucharowych pierwszy raz stanęła 21 grudnia 2013 roku w Val d’Isère, kończąc zjazd na trzeciej pozycji. Uplasowała się tam za Szwajcarką Marianne Kaufmann-Abderhalden i Tiną Maze ze Słowenii. W sezonie 2015/2016 zajęła siódme miejsce w klasyfikacji generalnej, a w klasyfikacji supergiganta była czwarta.
W 2014 roku wzięła udział w zjeździe na igrzyskach olimpijskich w Soczi, kończąc rywalizację na 24. miejscu. Podczas rozgrywanych rok później mistrzostw świata w Vail/Beaver Creek była czwarta w supergigancie. Walkę o medal przegrała tam z Lindsey Vonn z USA o 0,11 sekundy. Na tej samej imprezie zajęła także piętnaste miejsce w zjeździe. W 2018 roku wystąpiła na igrzyskach w Pjongczangu, gdzie zajęła ósme miejsce w supergigancie i trzynaste w zjeździe. Na rozgrywanych cztery lata później igrzyskach olimpijskich w Pekinie była siódma w zjeździe i ósma w supergigancie. Podczas mistrzostw świata w Courchevel/Méribel w 2023 roku wywalczyła brązowy medal w supergigancie. W zawodach tych wyprzedziły ją jedynie Włoszka Marta Bassino i Mikaela Shiffrin z USA, a trzecie miejsce ex aequo zajęła Norweżka Kajsa Vickhoff Lie. Na tej samej imprezie była czwarta w zjeździe, tracąc do brązowej medalistki - Corinne Suter 0,25 sekundy.
W sezonie 2023/2024 siedmiokrotnie stawała na podium, odnosząc przy tym dwa zwycięstwa. W klasyfikacji generalnej była piąta, jednocześnie wygrała klasyfikację zjazdu, a w klasyfikacji supergiganta była trzecia.

## Osiągnięcia

### Igrzyska olimpijskie
| Miejsce | Dzień     | Rok  | Miejscowość | Konkurencja | Czas biegu | Strata | Zwyciężczyni              |
| ------- | --------- | ---- | ----------- | ----------- | ---------- | ------ | ------------------------- |
| 24.     | 12 lutego | 2014 | Soczi       | Zjazd       | 1:41,57    | +2,25  | Dominique Gisin Tina Maze |
| 8.      | 17 lutego | 2018 | Pjongczang  | Supergigant | 1:21,11    | +0,43  | Ester Ledecká             |
| 13.     | 21 lutego | 2018 | Pjongczang  | Zjazd       | 1:39,22    | +1,82  | Sofia Goggia              |
| 8.      | 11 lutego | 2022 | Pekin       | Supergigant | 1:13,51    | +0,68  | Lara Gut-Behrami          |
| 7.      | 15 lutego | 2022 | Pekin       | Zjazd       | 1:31,87    | +1,48  | Corinne Suter             |

### Mistrzostwa świata
| Miejsce | Dzień     | Rok  | Miejscowość        | Konkurencja          | Czas biegu | Strata | Zwyciężczyni        |
| ------- | --------- | ---- | ------------------ | -------------------- | ---------- | ------ | ------------------- |
| 4.      | 3 lutego  | 2015 | Vail/Beaver Creek  | Supergigant          | 1:10,29    | +0,26  | Anna Fenninger      |
| 15.     | 6 lutego  | 2015 | Vail/Beaver Creek  | Zjazd                | 1:45,89    | +1,98  | Tina Maze           |
| DNS2    | 6 lutego  | 2023 | Courchevel/Méribel | Kombinacja           | 1:57,47    | -      | Federica Brignone   |
| 3.      | 8 lutego  | 2023 | Courchevel/Méribel | Supergigant          | 1:28,06    | +0,33  | Marta Bassino       |
| 4.      | 11 lutego | 2023 | Courchevel/Méribel | Zjazd                | 1:28,03    | +0,37  | Jasmine Flury       |
| 10.     | 6 lutego  | 2025 | Saalbach           | Supergigant          | 1:20,47    | +0,91  | Stephanie Venier    |
| 4.      | 6 lutego  | 2025 | Saalbach           | Zjazd                | 1:41,29    | +0,34  | Breezy Johnson      |
| 6.      | 11 lutego | 2025 | Saalbach           | Kombinacja drużynowa | 2:40,89    | +0,75  | Stany Zjednoczone 1 |

### Mistrzostwa świata juniorów
| Miejsce | Dzień     | Rok  | Miejscowość   | Konkurencja | Czas biegu | Strata | Zwyciężczyni            |
| ------- | --------- | ---- | ------------- | ----------- | ---------- | ------ | ----------------------- |
| 3.      | 1 lutego  | 2011 | Crans-Montana | Zjazd       | 1:32,11    | +0,69  | Lotte Smiseth Sejersted |
| DNS1    | 2 lutego  | 2011 | Crans-Montana | Gigant      | 2:28,27    | -      | Sara Hector             |
| 3.      | 5 lutego  | 2011 | Crans-Montana | Slalom      | 1:28,23    | +0,68  | Elena Curtoni           |
| DNF1    | 3 marca   | 2012 | Roccaraso     | Gigant      | 2:40,02    | -      | Ragnhild Mowinckel      |
| 20.     | 6 marca   | 2012 | Roccaraso     | Supergigant | 1:06,99    | +1,17  | Annie Winquist          |
| DNF1    | 24 lutego | 2013 | Québec        | Supergigant | 1:00,89    | -      | Stephanie Venier        |
| 10.     | 26 lutego | 2013 | Québec        | Zjazd       | 1:11,18    | +0,59  | Jennifer Piot           |

### Puchar Świata

#### Miejsca w klasyfikacji generalnej
- sezon 2012/2013: 84.
- sezon 2013/2014: 32.
- sezon 2014/2015: 14.
- sezon 2015/2016: 7.
- sezon 2016/2017: 58.
- sezon 2017/2018: 18.
- sezon 2018/2019: 35.
- sezon 2020/2021: 112.
- sezon 2021/2022: 21.
- sezon 2022/2023: 14.
- sezon 2023/2024: 5.
- sezon 2024/2025: 9.

#### Miejsca na podium w zawodach
1. Val d’Isère – 21 grudnia 2013 (zjazd) – 3. miejsce
2. Lake Louise – 4 grudnia 2015 (zjazd) – 2. miejsce
3. Lake Louise – 5 grudnia 2015 (zjazd) – 3. miejsce
4. Lake Louise – 6 grudnia 2015 (supergigant) – 3. miejsce
5. Zauchensee – 9 stycznia 2016 (zjazd) – 3. miejsce
6. Zauchensee – 10 stycznia 2016 (supergigant) – 3. miejsce
7. La Thuile – 19 lutego 2016 (zjazd) – 2. miejsce
8. Lenzerheide – 12 marca 2016 (supergigant) – 1. miejsce
9. Sankt Moritz – 17 marca 2016 (supergigant) – 3. miejsce
10. Val d’Isère – 17 grudnia 2016 (zjazd) – 2. miejsce
11. Lake Louise – 1 grudnia 2017 (zjazd) – 1. miejsce
12. Bad Kleinkirchheim – 13 stycznia 2018 (supergigant) – 3. miejsce
13. Lake Louise – 1 grudnia 2018 (zjazd) – 2. miejsce
14. Garmisch-Partenkirchen – 29 stycznia 2022 (zjazd) – 3. miejsce
15. Garmisch-Partenkirchen – 30 stycznia 2022 (supergigant) – 1. miejsce
16. Crans-Montana – 26 lutego 2022 (zjazd) – 3. miejsce
17. Lake Louise – 2 grudnia 2022 (zjazd) – 3. miejsce
18. Lake Louise – 4 grudnia 2022 (supergigant) – 2. miejsce
19. Cortina d’Ampezzo – 22 stycznia 2023 (supergigant) – 2. miejsce
20. Kvitfjell – 3 marca 2023 (supergigant) – 1. miejsce
21. Sankt Moritz – 8 grudnia 2023 (supergigant) – 2. miejsce
22. Val d’Isère – 16 grudnia 2023 (zjazd) – 3. miejsce
23. Zauchensee – 12 stycznia 2024 (supergigant) – 1. miejsce
24. Zauchensee – 14 stycznia 2024 (supergigant) – 2. miejsce
25. Crans-Montana – 16 lutego 2024 (zjazd) – 3. miejsce
26. Kvitfjell – 2 marca 2024 (supergigant) – 2. miejsce
27. Saalbach – 23 marca 2024 (zjazd) – 1. miejsce
28. Beaver Creek – 14 grudnia 2024 (zjazd) – 1. miejsce
29. Sankt Moritz – 21 grudnia 2024 (supergigant) – 1. miejsce
30. Kvitfjell – 28 lutego 2025 (zjazd) – 1. miejsce
31. Kvitfjell – 1 marca 2025 (zjazd) – 3. miejsce

- 9 zwycięstw, 9 drugich i 13 trzecich miejsc.